# Pseudometopia transversa
Pseudometopia transversa är en insektsart som beskrevs av Young 1968. Pseudometopia transversa ingår i släktet Pseudometopia och familjen dvärgstritar. Inga underarter finns listade i Catalogue of Life.